# Йоан VII Палеолог
Йоан VII Палеолог (на гръцки: Ιωάννης Ζ' Παλαιολόγος, Iōannēs VII Palaiologos) е византийски император за пет месеца през 1390 г.

## Произход и управление
Йоан VII Палеолог е син на император Андроник IV Палеолог и Мария Българска, дъщеря на цар Иван Александър и Теодора. Не трябва да бъде бъркан с братовчед си Йоан VIII Палеолог, син на чичо му Мануил II Палеолог, който наследява баща си.
Йоан VII става император след като сваля дядо си Йоан V. Управлението му обаче продължава само пет месеца, защото турският султан възстановява Йоан V на престола. След това Йоан VII се оттегля в Солун, като е регент на чичо си Мануил II Палеолог по време на отсъствието му от Византия.
Йоан носи императорската титла до края на живота си и обявява за свой съвладетел сина си Андроник V Палеолог.

## Семейство
Йоан VII Палеолог се жени за Ирина Гатилузио, дъщеря на Франческо II Гатилузио, господар на Лесбос. Имат един син:
- Андроник V Палеолог